# Andorra nos Jogos Olímpicos de Inverno de 2010

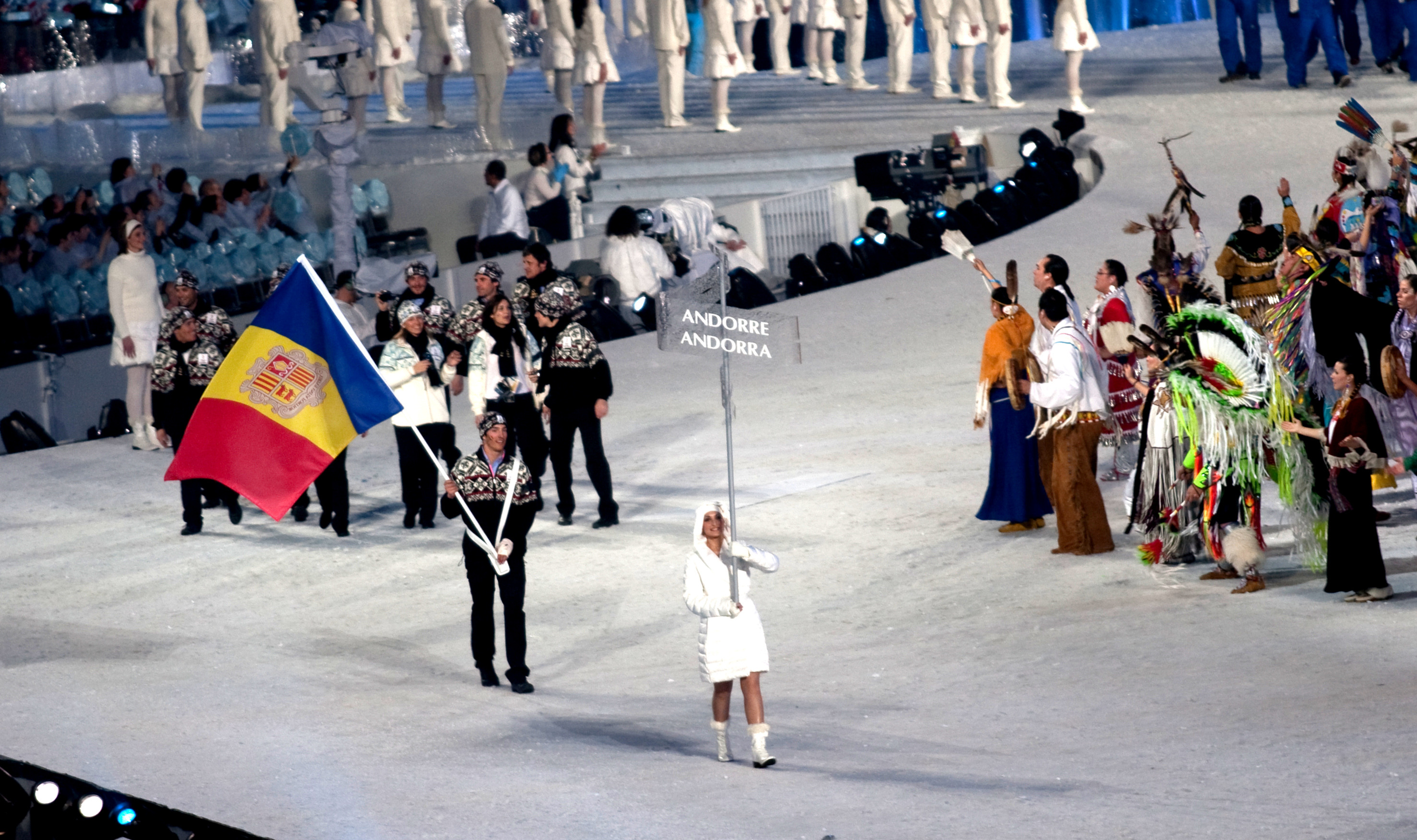
Delegação andorrana durante a cerimônia de abertura.

Andorra participou dos Jogos Olímpicos de Inverno de 2010, realizados na cidade de Vancouver, no Canadá. Foi a décima aparição do país em Olimpíadas de Inverno.

## Desempenho

### Esqui alpino
Feminino
| Atleta           | Evento         | Corrida 1 | Corrida 2 | Total   | Pos. |
| ---------------- | -------------- | --------- | --------- | ------- | ---- |
| Sofie Juárez     | Slalom         | DNF       | DNF       | DNF     | DNF  |
| Sofie Juárez     | Slalom gigante | DNF       | DNF       | DNF     | DNF  |
| Mireia Gutiérrez | Downhill       |           |           | 1:52.87 | 28º  |
| Mireia Gutiérrez | Combinado      | 1:29.16   | 46.51     | 2:15.67 | 24º  |
| Mireia Gutiérrez | Slalom         | 54.81     | DNF       | DNF     | DNF  |
| Mireia Gutiérrez | Slalom gigante | 1:20.61   | DNF       | DNF     | DNF  |
| Mireia Gutiérrez | Super-G        | DNF       | DNF       | DNF     | DNF  |

Masculino
| Atleta              | Evento         | Corrida 1 | Corrida 2 | Total   | Pos. |
| ------------------- | -------------- | --------- | --------- | ------- | ---- |
| Kevin Esteve Rigail | Downhill       |           |           | 1:59.61 | 47º  |
| Kevin Esteve Rigail | Combinado      | DNF       | DNF       | DNF     | DNF  |
| Kevin Esteve Rigail | Super-G        |           |           | 1:35.67 | 39º  |
| Roger Vidosa        | Downhill       |           |           | 1:59.65 | 48º  |
| Roger Vidosa        | Combinado      | 1:57.48   | 52.85     | 2:50.33 | 25º  |
| Roger Vidosa        | Slalom         | DNF       | DNF       | DNF     | DNF  |
| Roger Vidosa        | Slalom gigante | 1:21.91   | DNF       | DNF     | DNF  |
| Roger Vidosa        | Super-G        |           |           | 1:33.65 | 33º  |

### Esqui cross-country
Masculino
| Atleta          | Evento                      | Qualificatória | Qualificatória | Quartas-de-final | Quartas-de-final | Semifinal   | Semifinal   | Final       | Final       |
| Atleta          | Evento                      | Tempo          | Pos.           | Tempo            | Pos.             | Tempo       | Pos.        | Tempo       | Pos.        |
| --------------- | --------------------------- | -------------- | -------------- | ---------------- | ---------------- | ----------- | ----------- | ----------- | ----------- |
| François Soulie | 15 km livre                 |                |                |                  |                  |             |             | 38:36.0     | 73º         |
| François Soulie | 30 km perseguição combinada |                |                |                  |                  |             |             | DNF         | DNF         |
| François Soulie | 50 km largada coletiva      |                |                |                  |                  |             |             | 2:25:00.8   | 47º         |
| François Soulie | Velocidade individual       | 3:55.22        | 56º            | Não avançou      | Não avançou      | Não avançou | Não avançou | Não avançou | Não avançou |

### Snowboard
Masculino
| Atleta              | Evento          | Preliminar | Preliminar | Oitavas     | Quartas     | Semifinal   | Final       | Final       |
| Atleta              | Evento          | Tempo      | Pos.       | Posição     | Posição     | Posição     | Posição     | Pos.        |
| ------------------- | --------------- | ---------- | ---------- | ----------- | ----------- | ----------- | ----------- | ----------- |
| Lluis Marin Tarroch | Snowboard cross | 1:47.36    | 34º        | Não avançou | Não avançou | Não avançou | Não avançou | Não avançou |

Legenda
| Recorde mundial      | Recorde mundial (World record)               |                       | Recorde africano                      | Recorde africano (African) |                                           | Q | Classificado por posição (Qualified) |
| Recorde olímpico     | Recorde olímpico (Olympic record)            | Recorde da América    | Recorde da América (Americas)         | q                          | Classificado por melhor tempo (Qualified) |   |                                      |
| Melhor marca do ano  | Melhor marca do ano (World leading)          | Recorde asiático      | Recorde asiático (Asian)              | DNS                        | Não largou (Did not start)                |   |                                      |
| Recorde nacional     | Recorde nacional (National record)           | Recorde europeu       | Recorde europeu (European)            | DNF                        | Não terminou (Did not finish)             |   |                                      |
| Recorde pessoal      | Recorde pessoal do atleta (Personal best)    | Recorde da Oceania    | Recorde da Oceania (Oceania)          | DSQ / DQ                   | Desclassificado (Disqualified)            |   |                                      |
| Recorde da temporada | Recorde da temporada do atleta (Season best) | Recorde sul-americano | Recorde sul-americano (South America) | NM                         | Sem marca (No mark)                       |   |                                      |